# Orální historie
Orální historie (z lat. oralis, ústní) je kvalitativní výzkumná metoda užívaná ve společenských vědách, především historii, sociologii, politologii, etnografii, antropologii, archivnictví, gender studies, literární vědě, filmové vědě či psychologii (někteří její představitelé však o ní hovoří jako o oboru či dokonce hnutí). Nejstručněji by se dala popsat jako obraz (lidské) minulosti popsaný slovy. Hlavním cílem této metody není získávání faktů, ale samotný subjekt rozhovoru a jeho individuální sdělení, osobní prožitky, rozhodování ve složitých i každodenních situacích či osobní motivace. Mimo sféru akademickou se metoda orální historie uplatňuje i v žurnalistické a laické (či komunitní) praxi, jež představuje její další významný proud.
Orální historie vznikla v první polovině 20. století, přičemž první orálněhistorické výzkumy proběhly v dobách Velké hospodářské krize a v roce 1948 bylo v USA založeno první orálněhistorické centrum při Kolumbijské univerzitě. Základní výzkumné okruhy je v zásadě možné rozdělit na příslušníky elit, „bezejmenné“ lidi či marginalizované skupiny a na zkoumání lokální historie a tradic. Proces internacionalizace orální historie narůstal od 60. let 20. století. V roce 1967 byla založena americká the Oral History Association a v roce 1973 britská the Oral History Society. První orálněhistorická konference proběhla v roce 1976 v Bologni. Celosvětová organizace International Oral History Association byla založena v roce 1996. V současnosti je orální historie silně ovlivněna digitalizací a rozvojem internetu.
V českém prostředí se práce s pamětníky objevuje už v 60. letech 20. století, ale tato poměrně nová metoda zažívá svůj boom až v období po Sametové revoluci. Svědčí o tom i to, že jako součást Ústavu pro soudobé dějiny AV ČR vzniklo v roce 2000 Centrum orální historie a v lednu 2007 byla založena Česká asociace orální historie.

## Historie
Osobní výpovědi jsou součástí historie už od nepaměti. Svým způsobem je tedy možné říci, že orální historie je starší než historie psaná. Už antičtí historici ve svých pracích zaznamenali ústní tradici. V následujících staletích však došlo k příklonu k historii vycházející z písemných pramenů. Rozvoj záznamové techniky ve druhé polovině 19. století, počínaje fonografem, vedl k rozvoji orálněhistorických postupů. Orální historie se ovšem institucionalizovala nejprve v USA ve druhé polovině 40. let 20. století. Anglosaské pojetí této metody oboru dominuje dodnes, když se tento přístup postupně rozšířil do celého světa. Třetím největším centrem orální historie je v současnosti Latinská Amerika. V oblasti bývalého Sovětského bloku lze o rozvoji orální historie hovořit až po roce 1989.

### USA
Za kolébku orální historie jsou z hlediska doby jejího zrodu, rozvoje i významu, považovány Spojené státy americké. Zájem o využití vzpomínek pamětníků rostl v prvních desetiletích 20. století, až bylo v roce 1948 vytvořeno první akademické orálněhistorické pracoviště. V 60. a 70. letech se orální historie rychle rozvíjela a v roce 1977 už bylo v USA na tisíc orálněhistorických center. Nakonec vykrystalizovaly tři základní okruhy zkoumání – zkoumáni byli jak obyčejní lidé – doposud vyloučení z okruhu tzv. velkých dějin, dále příslušníci elit, zejména z okruhu WASP a nakonec lokální komunity, jejich tradice a osudy.
Jeden americký orálněhistorický proud vzešel z prostředí zastánců sociologie tzv. chicagské školy, zabývajícími se nižšími vrstvami americké společnosti. Sociolog William Thomas pak ve své práci The Polish Peasant in Europe and America (1918–1920) přišel s myšlenkou vědeckého využití životních příběhů zkoumaných osob.
Za Velké hospodářské krize bylo téměř 7000 nezaměstnaných zapojeno do vládou financovaného programu Federal Writer’s Project, ve kterém pro průvodce po jednotlivých státech Unie zaznamenávali vzpomínky lidí různých profesí, etnické příslušnosti i původu. Výsledky z tohoto programu jsou uloženy v Knihovně Kongresu ve Washingtonu.
Novinář a historik Allan Nevins přišel v roce 1938, ve své knize The Gateway to History, s myšlenkou vytvoření organizace, nahrávající životní příběhy představitelů amerických kulturních, politických a hospodářských elit. S Louise Starrem pak v roce 1948 při University of Columbia založil The Columbia Oral History Office – první orálněhistorické pracoviště. Ve stejném roce byl také vyroben první prakticky použitelný kotoučový magnetofon, což podstatně rozšířilo možnosti výzkumu.
V roce 1967 vznikla The Oral History Association – organizace zastřešující americká orálněhistorická pracoviště a v roce 1973 bylo založeno její specializované odborné periodikum Oral History Review.

### Evropa
Ve Velké Británii se orální historie začala rozvíjet v 60. a 70. letech 20. století, přičemž její významný proud, představovaný autory ovlivněnými marxismem (např. John Saville, Paul Thompson), navazoval na výzkumy v oblasti dějin práce (labour history), sahající až do 19. století. Dalším proudem byla feministicky zaměřená orální historie a v neposlední řadě místní výzkumy povahy etnografické, antropologické, literární a jazykovědné. Úspěšné publikace z oné doby byly například The Edwardians (1975) od Paula Thompsona či Akenfield: Portrait of an English Village (1969) od Ronalda Blythe. Zakladatelská fáze vyvrcholila založením britské the Oral History Society v roce 1973.
Italská orální historie byla od počátku také výrazně ovlivněná marxismem, aktivistická a orientovaná na bezdějinné vrstvy společnosti. Mezi její hlavní představitele patří Alessandro Portelli (jeho asi nejznámější práce se jmenuje The Death of Luigi Trastulli and Other Stories. Form and Meaning in Oral History, 1991), Luisa Passerini či Gianni Bosio. Právě Alessandro Portelli je autorem řady důležitých prací z hlediska metodologie orální historie. V Německu nastal rozvoj orální historie po nástupu nové generace v roce 1968 a vzestupu debat o nedávné německé minulosti. Vliv mělo i budování nových univerzit, například v Bielefeldu. Mezi významné představitele německé orální historie patří například Lutz Niethammer a Alexander von Plato. Například Lutz Niethammer je autorem třídílné publikace Lebensgeschichte und Sozialstruktur in Ruhrgebeit, 1930–60, ve které mapuje vliv druhé světové války a poválečné doby na život obyvatel Porúří.

### Orální historie v Česku a na Slovensku
Orální historie se v Československu mohla začít rozvíjet až po Sametové revoluci. Ovšem práce s pamětníky, odpovídající v mnohém metodologickým postupům orální historie (nahrávaní rozhovorů s pamětníky, zkoumání problematiky paměti), se ve zdejší historiografii objevuje od počátku 60. let 20. století.
V českém prostředí se poměrně nová metoda v posledních letech rychle rozvijí. O tom svědčí i to, že jako součást Ústavu pro soudobé dějiny AV ČR vzniklo v roce 2000 Centrum orální historie a v lednu 2007 byla založena Česká asociace orální historie. V roce 2008 bylo na Fakultě humanitních studií Univerzity Karlovy založeno Pracoviště Orální historie - Soudobých dějin, které jako jediné v České republice nabízí dvouleté navazující magisterské studium se specializací orální historie – soudobé dějiny. Jako v jiných zemích je i v České republice metoda využívána na akademické půdě, v žurnalistice (např. Post Bellum) i mezi laiky. 

## Charakteristika
Tuto metodu lze charakterizovat jako řadu způsobů a postupů, jimiž se badatel dobírá nových informací a poznatků na základě ústního sdělení osob, jež byly účastníky nebo svědky zkoumaných událostí a procesů. Orální historie je zejména metodou, využívanou řadou společenskovědních oborů i zástupců laické praxe. V akademické sféře má obvykle interdisciplinární charakter a musí být kombinována s dalšími dostupnými prameny. Někteří představitelé orální historie, jako Alexander Freund či Robert Perks ji však považují za svébytný obor či dokonce hnutí.
Klasické historické bádání užívá písemných (objektivních) pramenů, jejichž autorem je od nejstarších dob autor, případně instituce disponující obvykle v oné době jistou mocí nebo potenciálem. Z historického dění se tak vytratili jednotlivci a instituce, kteří touto mocí nedisponovali či vůči ní stáli v opozici. Orální historie může být způsobem, jak předejít vzniku historie reflektující pouze postoje určité skupiny na úkor jiné. Především při studiu soudobých dějin orální historie umožňuje nahlédnout na velké události z nového úhlu anebo může pomoci tam, kde písemné prameny neexistují či jsou nepříliš důvěryhodné.

### (Ne)objektivita metody orální historie
Stále probíhá debata o spolehlivosti metody orální historie. Důvodem může být větší obtížnost interpretace mluveného sdělení na rozdíl od psaného. K psanému zdroji také může být obecně větší důvěra. Další otázky vyplývají ze samotné metody, u které je důležité narátorovo porozumění zadání, vzájemná důvěra s tazatelem i pečlivé interpretace rozhovoru a výběr konkrétních sdělení. Životní příběh je také rekonstrukcí historie z hlediska narátora a jeho pozice v ní. Jelikož lidská paměť působí selektivně a její interpretaci ovlivňují i pozdější zážitky, dá se na interview pohlížet i jako na konstrukt vzniklý interakcí tazatele a narátora.
Údaje získané metodou orální historie mají subjektivní charakter, to ale pro badatele neznamená nedostatek, ale spíše novou kvalitu v pojímání dějin. Pro uvedení získaných informací do přesnějšího kontextu a interpretaci lze využít dalších dostupných historických pramenů.

### Rozhovor versus životní příběh
Základními postupy metody orální historie jsou rozhovor a životní příběh. V životopisném vyprávění (ať už chronologickém nebo strukturovaném) se tazatel sice může soustředit na určité tematické okruhy, ale přesto ponechává narátorovi volnost vyprávění. Je důležité dovolit narátoru, aby hovořil o tom, co sám pokládá za důležité, jelikož i to umožňuje interpretaci rozhovoru. V případě opakovaného rozhovoru se tazatel snaží zpřesnit již získaná data či se vrací k opomenutému nebo dříve nedořečenému. O tom získá přehled na základě analýzy prvního rozhovoru. Nutná je orientace tazatele v dané problematice. U rozhovoru by neměly být přítomny další osoby, jelikož by mohly ovlivnit jeho obsah. Řada autorů doporučuje ještě před prvními rozhovory provést rozhovory zkušební a analyzovat z nich záznamy pro vylepšení otázek a komunikačních modelů.

## Metodologie

### První kontakt
Kontaktují se předem vytipované osoby (známe například z literatury, archivů) či například osoby doporučené narátorem. Seznámení s cílem a metodou výzkumu je základním úkolem při kontaktu s novým narátorem. Narátor je také upozorněn, že rozhovor nebude zveřejněn, aniž by mohl udělat doplňky a nutné úpravy. Musí souhlasit s pořízením záznamu.

### Záznam rozhovoru
Na začátku každého záznamu tazatel zaznamená informace o názvu projektu, jménu narátora, svém jménu, místu a datu vedení rozhovoru. Záznam rozhovoru by měl být v nejlepším případě vypracován v den vedení rozhovoru. Měl by postihnout charakteristické neverbální projevy narátora (nervozita, nejistota, sebejistota), pocity tazatele vzhledem k narátorově upřímnosti, otevřenosti, vědomým či nevědomým omylům apod. Záznam je plnohodnotnou součástí rozhovoru a výchozím bodem pro přípravu jeho případného opakování i zpětnou vazbou pro tazatele. Druhý rozhovor se obvykle více blíží interview, jelikož tu většinou dochází k prohloubení informací z rozhovoru prvního.

### Přepis a úprava rozhovoru
Přepis rozhovoru by měl zachytit především přesný smysl a obsah rozhovoru, stylistická a jazyková specifika narátora a poznámky o mimořádných událostech, které rozhovor ovlivnily. Přepis nezachycuje defekty ve výslovnosti a obvykle i „vatová“ slova, pokud je narátor nepoužívá běžně, ale k dokreslení určitých témat rozhovoru. Naopak lze ponechat mimoslovní projevy narátora (smích, pláč, kašlání). Tyto projevy se poznamenávají do hranatých závorek. Odmlka se vyjadřuje třemi tečkami v hranaté závorce.

### Redakční úpravy
Redakční úpravy lze dělit na tři okruhy:
1. úpravy otázek a vstupů tazatele. Pokud tazatel vstupem pouze povzbuzuje narátora k dalšímu vyprávění, vstup je vyškrtnut, aby nenarušoval plynulost vyprávění.
2. úpravy rozhovoru odehrávajícího se při dvou a více sezeních. Je možné zachovat strukturu oddělených sezení. Lze pouze vybrat místa, která původní obsah rozvíjejí a obohacují a přičlenit je k daným místům prvního rozhovoru.
3. úpravy gramatické, syntaktické a stylistické stránky rozhovoru.
Redigovaný rozhovor co nejvíce uchovává původní narátorův projev, zároveň však má umožnit čtenáři plynulou orientaci v textu a sledování linie vyprávění. I narátor by měl mít možnost rozhovor redigovat, především ale nejasné partie, nesprávné geografické pojmy a místa špatně zaznamenaná a nesrozumitelná.

### Hierarchizace a interpretace rozhovorů
Nahrané rozhovory jsou obvykle rozsáhlé, proto je vhodné je třídit podle důležitosti zjištěných dat. Výsledkem je shrnutí vyprávění, obsahující buď nová data a fakta, specifické rysy vyprávění, anebo názory narátorů pomáhající osvětlit historické téma, proces, či problematiku. Takto zpracované rozhovory jsou pak následně analyzovány.

### Organizace
- (anglicky) International Oral History Association (IOHA)
- (česky) Česká asociace orální historie (COHA)
- (anglicky) The Oral History Society

### Akademická pracoviště
- (česky) Centrum orální historie AV ČR (COH)
- (česky) Pracoviště Orální historie - Soudobé dějiny FHS UK (Pracoviště OH-SD)
- (anglicky) Columbia University – The Oral History Research Office

### Texty a periodika
- (anglicky) The Oral History Review